# Danh sách vận động viên không tham dự Thế vận hội Mùa hè 2020 do lo ngại về COVID-19
Một số vận động viên thể thao đủ điều kiện tham dự Thế vận hội Mùa hè 2020 ở Tokyo tuyên bố rằng họ sẽ không tham dự vì đại dịch COVID-19 ở Nhật Bản. Ở bộ môn quần vợt, truyền thông suy đoán rằng một số vận động viên không tham dự tỏ vẻ không hào hứng với thi đấu Olympic và lấy cớ COVID-19 để không tham gia.

## Danh sách

### Đủ điều kiện nhưng đã rút lui do lo ngại về COVID-19
| Môn thi đấu            | Vận động viên                        | Quốc kỳ                              | Chú thích |
| ---------------------- | ------------------------------------ | ------------------------------------ | --------- |
| Tất cả các môn thi đấu | Đoàn vận động viên CHDCNC Triều Tiên | Cộng hòa Dân chủ Nhân dân Triều Tiên | [ 3 ]     |
| Bơi nghệ thuật         | Rose Stackpole                       | Úc                                   | [ 4 ]     |
| Bóng rổ                | Andrew Bogut                         | Úc                                   | [ 5 ]     |
| Bóng rổ                | Liz Cambage                          | Úc                                   | [ 6 ]     |
| Đua xe đạp             | Amy Cure                             | Úc                                   | [ 7 ]     |
| Đua ngựa               | Eric Lamaze                          | Canada                               | [ 8 ]     |
| Bơi                    | Pieter Timmers                       | Bỉ                                   | [ 9 ]     |
| Quần vợt               | Bianca Andreescu                     | Canada                               | [ 10 ]    |
| Quần vợt               | Roberto Bautista Agut                | Tây Ban Nha                          | [ 11 ]    |
| Quần vợt               | Irina-Camelia Begu                   | România                              | [ 12 ]    |
| Quần vợt               | Ričardas Berankis                    | Litva                                | [ 13 ]    |
| Quần vợt               | Sorana Cîrstea                       | România                              | [ 12 ]    |
| Quần vợt               | Federico Delbonis                    | Argentina                            | [ 14 ]    |
| Quần vợt               | Laslo Đere                           | Serbia                               | [ 15 ]    |
| Quần vợt               | Cristian Garín                       | Chile                                | [ 16 ]    |
| Quần vợt               | Lloyd Harris                         | Cộng hòa Nam Phi                     | [ 17 ]    |
| Quần vợt               | Sofia Kenin                          | Hoa Kỳ                               | [ 18 ]    |
| Quần vợt               | Filip Krajinović                     | Serbia                               | [ 15 ]    |
| Quần vợt               | Dušan Lajović                        | Serbia                               | [ 15 ]    |
| Quần vợt               | Guido Pella                          | Argentina                            | [ 19 ]    |
| Quần vợt               | Sam Querrey                          | Hoa Kỳ                               | [ 20 ]    |
| Quần vợt               | Casper Ruud                          | Na Uy                                | [ 21 ]    |
| Quần vợt               | Emil Ruusuvuori                      | Phần Lan                             | [ 22 ]    |
| Quần vợt               | Denis Shapovalov                     | Canada                               | [ 23 ]    |
| Quần vợt               | Dominic Thiem                        | Áo                                   | [ 24 ]    |
| Quần vợt               | Serena Williams                      | Hoa Kỳ                               | [ 25 ]    |
| Cử tạ                  | Tất cả vận động viên cử tạ Samoa     | Samoa                                | [ 26 ]    |

### Đủ tiêu chuẩn nhưng bị rút lui do kết quả xét nghiệm dương tính với COVID-19
| Sport                | Athlete             | Nat                                     | Ref    |
| -------------------- | ------------------- | --------------------------------------- | ------ |
| Bóng rổ              | Katie Lou Samuelson | Hoa Kỳ                                  | [ 27 ] |
| Bóng chuyền bãi biển | Taylor Crabb        | Hoa Kỳ                                  | [ 28 ] |
| Bóng chuyền bãi biển | Markéta Sluková     | Cộng hòa Séc                            | [ 29 ] |
| Bóng chuyền bãi biển | Ondřej Perušič      | Cộng hòa Séc                            | [ 30 ] |
| Đạp xe               | Simon Geschke       | Đức                                     | [ 31 ] |
| Đạp xe               | Michal Schlegel     | Cộng hòa Séc                            | [ 29 ] |
| Bóng đá              | Kamohelo Mahlatsi   | Cộng hòa Nam Phi                        | [ 32 ] |
| Bóng đá              | James Monyane       | Cộng hòa Nam Phi                        | [ 32 ] |
| Golf                 | Jon Rahm            | Tây Ban Nha                             | [ 33 ] |
| Golf                 | Bryson DeChambeau   | Hoa Kỳ                                  | [ 33 ] |
| Thể dục dụng cụ      | Kara Eaker          | Hoa Kỳ                                  | [ 34 ] |
| Rowing               | Finn Florijn        | Hà Lan                                  | [ 35 ] |
| Bắn súng             | Amber Hill          | Vương quốc Liên hiệp Anh và Bắc Ireland | [ 36 ] |
| Lướt ván             | Candy Jacobs        | Hà Lan                                  | [ 37 ] |
| Lướt sóng            | Frederico Morais    | Bồ Đào Nha                              | [ 38 ] |
| Bơi                  | Ilya Borodin        | Nga                                     | [ 39 ] |
| Bóng bàn             | Pavel Širuček       | Cộng hòa Séc                            | [ 40 ] |
| Taekwondo            | Fernanda Aguirre    | Chile                                   | [ 41 ] |
| Taekwondo            | Reshmie Oogink      | Hà Lan                                  | [ 42 ] |
| Quần vợt             | Alex de Minaur      | Úc                                      | [ 43 ] |
| Quần vợt             | Dan Evans           | Vương quốc Liên hiệp Anh và Bắc Ireland | [ 44 ] |
| Quần vợt             | Coco Gauff          | Hoa Kỳ                                  | [ 45 ] |
| Quần vợt             | Johanna Konta       | Vương quốc Liên hiệp Anh và Bắc Ireland | [ 46 ] |